# Эдмондсон, Томас
Томас Эдмондсон (англ. Thomas Edmondson; 1792—1851) — английский изобретатель одноимённого проездного билета.

## Биография

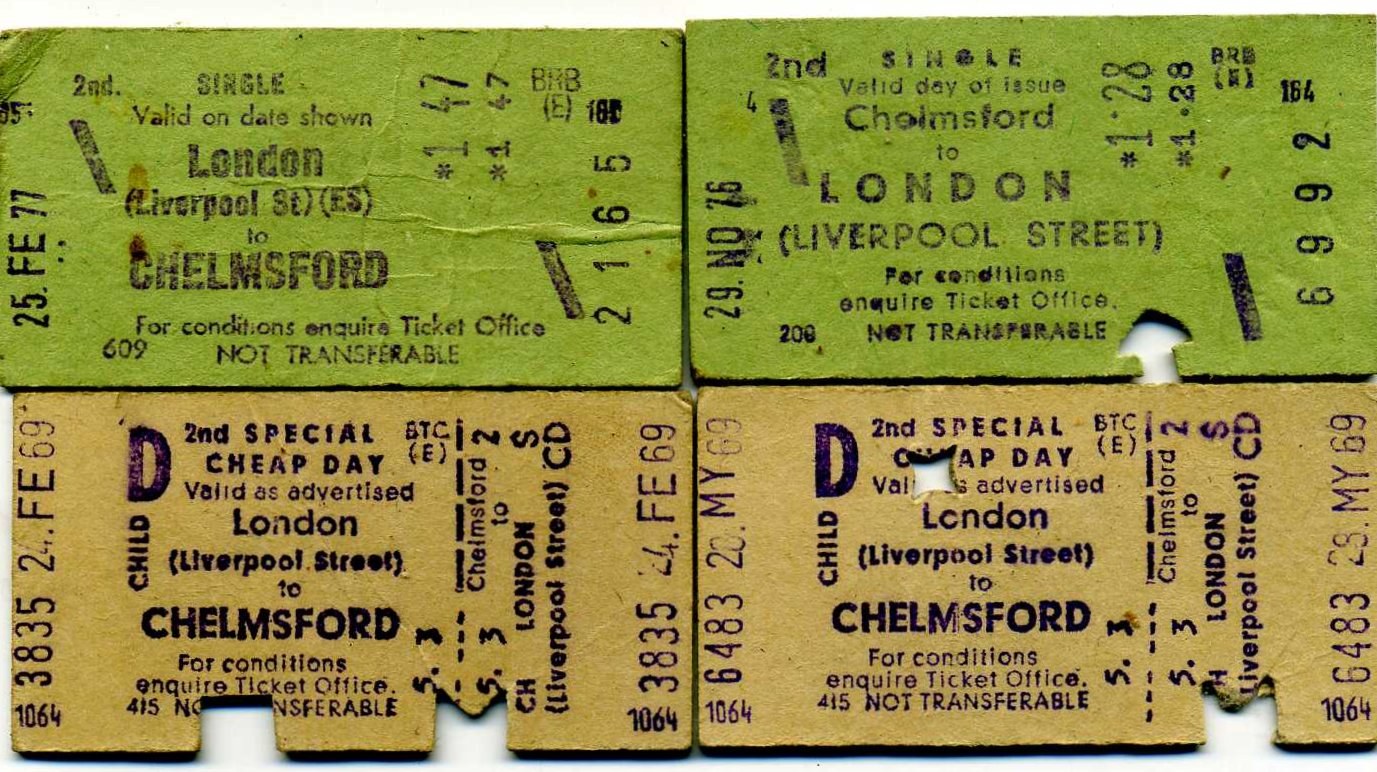
Английские билеты Эдмондсона

Родился 30 июня 1792 года в Ланкастере.
Сначала работал в Ланкастере на мебельном производстве компании Waring & Gillow, был членом Религиозного общества друзей. Затем трудился в качестве станционного смотрителя на железнодорожных станциях в городах Milton и Brampton (Cumbria). Работая на железной дороге Newcastle and Carlisle Railway, Эдмондсон придумал новый тип железнодорожных билетов — небольшого формата картон с напечатанной информацией о маршруте (в отличие от существовавшего в то время рукописного бумажного). Билеты нумеровались вручную, затем на них наносились данные специальным штамповочным прессом. Позже он также изобрел и построил ножное устройство, управляющее прессом. Когда в 1839 году была открыта железная дорога Manchester and Leeds Railway, Эдмондсон стал на ней главным клерком по бронированию билетов в Манчестере.
Затем Томас Эдмондсон изобрел билетопечатающую машину, которая изготовляла пачку билетов с одновременным нанесением на них серийного номера. Он запатентовал это устройство и получал роялти от предприятий железнодорожного транспорта в размере десяти шиллингов в год за милю железнодорожного маршрута. Изобретение сделало Эдмондсона богатым. Его машины стали стандартом для британских и других железных дорог в мире, в том числе и СССР. 
Умер изобретатель 22 июня 1851 года в Манчестере, оставив своей семье бизнес, обеспечивавший её благосостояние на протяжении многих лет.

## Память
- На железной дороге South Tynedale Railway эксплуатируется паровоз компании Henschel (осевая формула 0-4-0), который носит имя Томаса Эдмондсона и назван в честь 125-летия изобретения им своего билета[6].
- Компания South Tynedale Railway использует билеты Edmondson Card.